# Atenció a la dependència a les Illes Canàries
L'atenció a la dependència a les Illes Canàries ha tingut un desenvolupament normatiu fins i tot abans de la llei de dependència espanyola.

## Abans de la llei de dependència
Abans de la llei de dependència, la Llei canària 9/1987, de 28 d'abril, de Serveis Socials establia la prestació assistencial de l'ajuda a domicili, cosa que servia als dependents.

## Després de la llei de dependència
Canàries va ser una de les tres comunitats autònomes que rebia diners per part de l'estat central de sobra, segons dades publicades el 2009 per l'Associació Estatal de Directores i Gerents de Serveis Socials. A l'informe s'explicà que de les 14.204 persones amb dret a rebre l'atenció a les Illes Canàries, solament 5.012 eren ateses malgrat que rebia suficients fons per part de l'estat central per a atendre-les a totes.
En el segon dictamen de l'Observatori de la Dependència, que depèn de l'Associació Estatal de Directores i Gerents de Serveis Socials, es criticà que els informes socials eren fets per persones suposades expertes en dependència alienes al mitjà i els recursos disponibles.